# Xysticus hepaticus
Xysticus hepaticus is een spinnensoort uit de familie van de krabspinnen (Thomisidae).
De wetenschappelijke naam van de soort werd in 1903 gepubliceerd door Eugène Simon.